# Upplands runinskrifter 571
Upplands runinskrifter 571 är ett vikingatida runstensfragment av granit i Hållsta, Lohärads socken och Norrtälje kommun. Runstensfragmentet är 0,46 meter högt och 0,2 meter brett. Fragmentet påträffades 1937 i grunden till en gammal byggnad i Hållsta. Fragmentet står uppställt bredvid U 570.

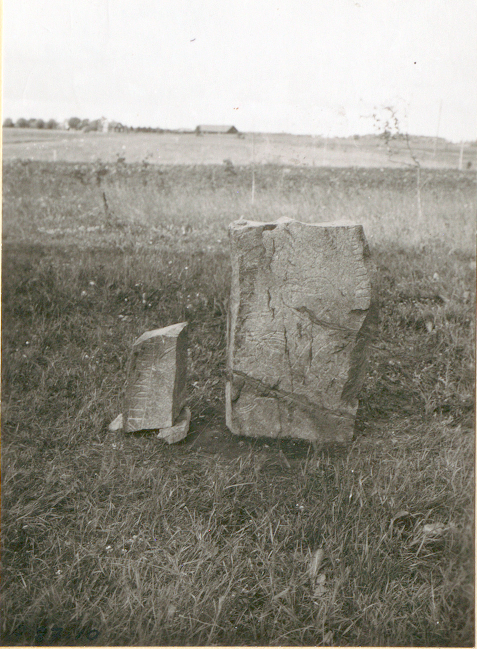
U 571 till vänster och U 570 till höger.

## Inskriften
Translitterering av runraden:
... faþurʀ si... ...
Normalisering till runsvenska:
... faður si[nn] ...
Översättning till nusvenska:
... sin fader ...